# Synagoga w Krzeszowicach (ul. Wąska 1)

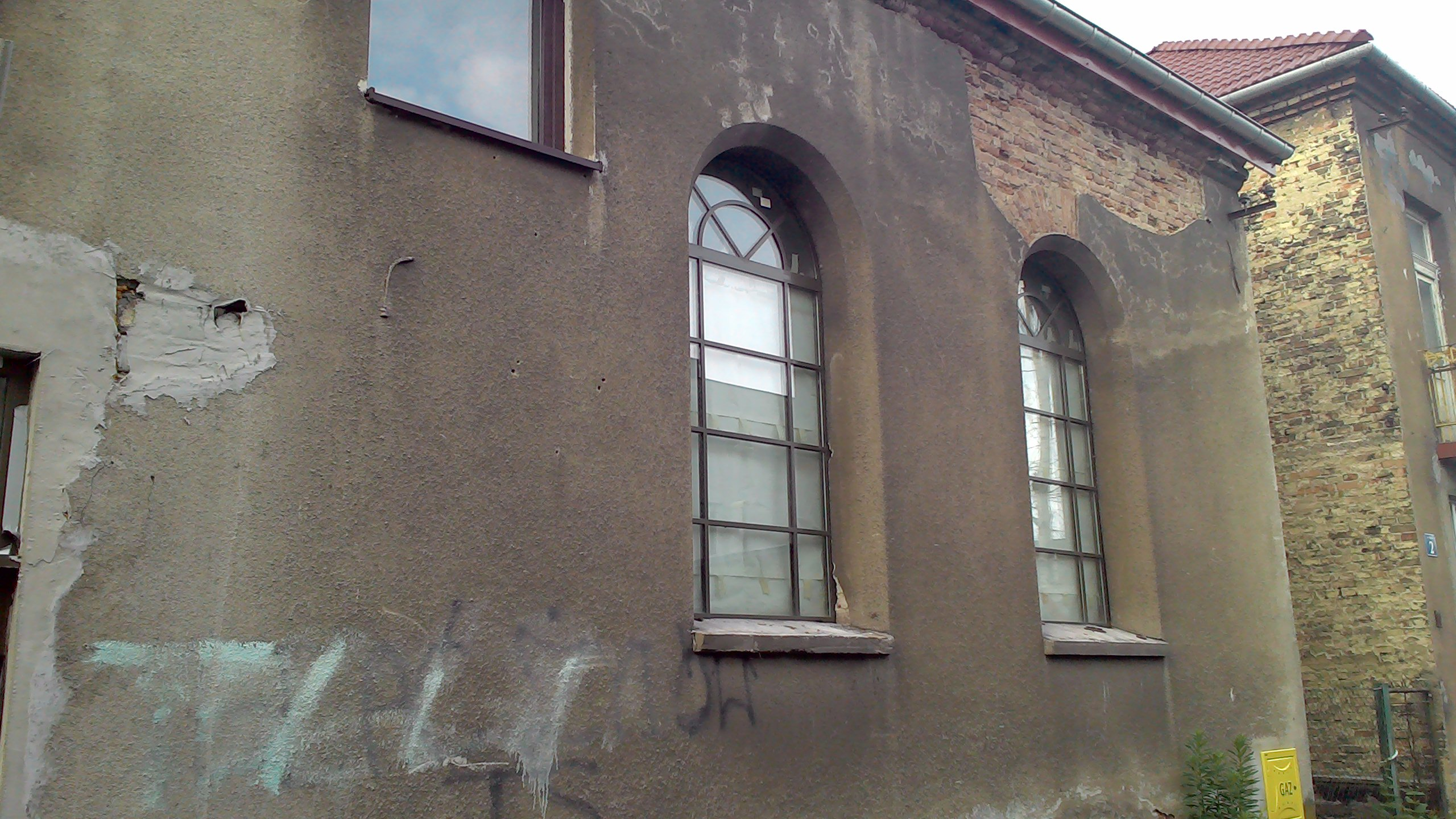
Synagoga w Krzeszowicach – widok od strony południowej (2014)

Synagoga w Krzeszowicach – synagoga wybudowana pod koniec XIX wieku przy ulicy Wąskiej 1 w Krzeszowicach (Osiedle Centrum) jako modlitewnia dla kobiet. Synagoga została zdewastowana w czasie II wojny światowej. Po jej zakończeniu budynek przebudowano na potrzeby remizy strażackiej, która mieściła się tu aż do początku XXI w., później w jego części znajdował się sklep, a od 2010 roku jest niezagospodarowany.